# Разгон митинга 23 февраля 1992 года в Москве
Разгон митинга 23 февраля 1992 года — одно из первых крупных столкновений в Москве между противниками реформ правительства Ельцина и силами милиции. Во время разгона митинга произошло избиение ветеранов, когда ОМОН по приказу властей разогнал шествие в честь Дня Советской армии.
Митинг, посвящённый Дню Советской армии, был организован Союзом офицеров и имел целью заявление протеста против разделения бывшей Советской армии; его контингент составляли бывшие военнослужащие, в том числе много ветеранов войны. Лидер Союза офицеров Станислав Терехов предполагал шествие к могиле Неизвестного солдата и возложение к ней венков.
Со своей стороны правительство Москвы заявило о запрете всех митингов и демонстраций 22—23 февраля, тогда как Моссовет отменил это постановление. По утверждению тогдашнего главы ГУВД Москвы Аркадия Мурашёва (тогда один из лидеров движения «Демократическая Россия», позднее входил в СПС), на запрете настаивал лично мэр Москвы Гавриил Попов, тогда как ГУВД было против.
В конце концов митингующим было разрешено собраться на площади Маяковского, но во избежание шествия Тверская улица была перегорожена грузовиками и омоновцами. При попытке митингующих прорваться на Тверскую и возложить цветы к памятнику произошли столкновения; митингующие опрокинули грузовик. Также была распространена информация о гибели в ходе столкновений 70-летнего ветерана войны генерал-лейтенанта Николая Пескова; однако, по утверждениям Мурашова, он умер в метро и его смерть не была связана с разгоном митинга.

## Описание избиения
Журнал «Коммерсантъ» описывал операцию властей против демонстрантов:

В День Советской Армии 450 грузовиков, 12 тысяч милиционеров и 4 тысячи солдат дивизии им. Дзержинского заблокировали все улицы в центре города, включая площадь Маяковского, хотя накануне было объявлено, что перекроют лишь Бульварное кольцо. Едва перед огражденной площадью начался митинг, как по толпе прошел слух, будто некий представитель мэрии сообщил, что Попов с Лужковым одумались и разрешили возложить цветы к Вечному огню. С победными криками «Разрешили! Разрешили!» толпа двинулась к Кремлю. Милицейские цепи тотчас рассеялись, а грузовики разъехались, образовав проходы. Однако вскоре цепи сомкнулись вновь, разделив колонну на несколько частей.

Затем, как пишет Сергей Кара-Мурза, «крупную группу демонстрантов, запертую с двух сторон, жестоко и нарочито грубо избили — били стариков, инвалидов, заслуженных военачальников высокого ранга, всем известных депутатов и писателей». Эдуард Лимонов вспоминал: «ОМОН был впервые употреблен Ельциным 23 февраля 1992 года. Я был, когда людей там разгоняли с алюминиевыми щитами. Тогда все было ещё примитивно». Автор журнала «Московский литератор» Светлана Гладыш писала:

23 февраля 1992 года ветераны Великой Отечественной шли поклониться могиле Неизвестного солдата… До сих пор с ужасом вспоминают этот день дожившие до сегодня старики и, надеюсь, со стыдом и сознанием греха — молодые каратели, поднявшие дубинки на тех, благодаря которым они живы. Генерал, дошедший до Берлина, не смог дойти до Кремля — упал на Тверской, как на поле сражения. <…> Уличные развалы Арбата полнились орденами и медалями за оплаченное кровью мужество. Отца моей знакомой двое дюжих молодцов избили до потери сознания и вырвали «с мясом» орден боевого Красного Знамени и медаль за освобождение Будапешта: «Ты, дед, — мразь красно-коричневая». Плакали по всей России ни Бога, ни черта не боявшиеся старики от унижения и непонимания происходящего.

## Оценки
По словам Сергея Кара-Мурзы, «демократическая пресса» с глумлением освещала избиение ветеранов: «Допустим, он (ветеран) несколько смешон и даже ископаем, допустим, его стариковская настырность никак не соответствует дряхлеющим мускулам — но тем более почему его надо теснить щитами и баррикадами?». По его мнению, избиение ветеранов способствовало распространению в России геронтологического насилия — жестокости в отношении стариков.
В журнале «Москва» отмечалось: «Только помрачением рассудка можно объяснить такую мерзость, такой позор, как избиение молодыми милиционерами стариков ветеранов, вышедших на демонстрацию 23 февраля 1992 года».